# Ebbe Hernlund
Carl Ebbe Hugosson Hernlund, född den 28 januari 1891 i Stockholm, död den 22 december 1972 i Umeå, var en svensk jurist. Han var son till Hugo Hernlund.
Hernlund avlade studentexamen 1909 och juris kandidatexamen 1915. Efter genomförd tingstjänstgöring 1915–1917 var han amanuens i justitiedepartementet 1918–1919, biträdande och tillförordnad fiskal i Svea hovrätt 1919–1920, fiskal i Hovrätten över Skåne och Blekinge 1920–1921, tillförordnad domhavande 1921–1929 och adjungerad ledamot i Hovrätten över Skåne och Blekinge 1927 och 1930. Hernlund blev vice häradshövding 1921 och var häradshövding i Västerbottens södra domsaga 1930–1958. Han blev riddare av Nordstjärneorden 1937 och kommendör av samma orden 1949. Hernlund vilar på Nordmalings gamla kyrkogård.